# Moche (ville)
Pour les articles homonymes, voir Moche.

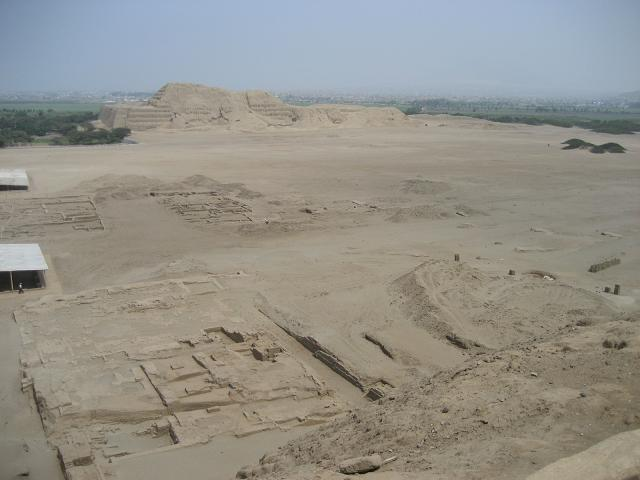
La ville antique de Moche, ou plutôt les ruines qu'il en reste, dominée par la huaca del Sol. La photo est prise depuis la huaca de la Luna.

Moche est une petite ville de la côte nord du Pérou, située à une dizaine de kilomètres au sud de la ville de Trujillo dans la région de La Libertad.
Vers l'an 100 de notre ère, la ville était située deux ou trois kilomètres plus au nord-est, sur le terrain entre la Huaca del Sol et la Huaca de la Luna, et fut l'un des principaux centres de la culture Moche si ce n'est la capitale. Elle fut cependant durement touchée par des crues du río Moche à cause du phénomène El Niño, et abandonnée vers l'an 700. La ville abritait des populations d'un haut rang social, comme des prêtres, des guerriers et des administrateurs. Ceux-ci étaient regroupés près de la Huaca del Sol qui tenait probablement lieu de centre politique et administratif pour l'ensemble de l'État mochica. Les commerçants et les artisans se trouvaient plus éloignés de la Huaca.